# 月刊コミックドラゴン
『月刊コミックドラゴン』（げっかんコミックドラゴン）は、かつて富士見書房が発行していた日本の月刊漫画雑誌。1992年9月創刊、2003年廃刊。

## 概要
1992年9月に『月刊ドラゴンマガジン』の増刊号として創刊し、1993年12月に月刊化、2003年4月号をもって同社発行の『月刊ドラゴンジュニア』と統合されて廃刊。後継誌は『月刊ドラゴンエイジ』。廃刊理由は1990年代後半に角川書店系列会社において頻繁に行われたメディアミックス誌の連続創刊により同社同系統雑誌の競合が読者を食い合う恐れが出たため、それを防ぐための整理統合が行われた結果である。
SF・ファンタジー系のライトノベル小説を主に載せる『ドラゴンマガジン』が母体となって創刊されたため、掲載される漫画は『ドラゴンマガジン』および、さらにその母体である『富士見ファンタジア文庫』によって企画・発刊された小説を漫画化した作品が多かった。この傾向は後継誌『ドラゴンエイジ』にも受け継がれている。

## 連載作品一覧

### 1992年 -
- 8月号 - 1993年2月号：KO世紀ビースト三獣士 BIRTH OF THE V-美-DARN：伊東岳彦
- 8月号 - 1993年9月号：風の大陸：原作：竹河聖/作画：橋本正枝
- 8月号 - ：GO GO WEST：田沼雄一郎
- 8月号 - ：閃光のガーディアン ハイパーフォトン：円英智
- 8月号 - 1997年7月号：黒髪のキャプチュード：見田竜介
- 8月号 - 1994年1月号：スレイヤーズ：原作：神坂一/作画：あらいずみるい
- 12月号 - ：はいぱーぽりす：MEE ※月刊ドラゴンマガジンへ移籍。
- 12月号 - ：NEURO HARD 蜂の惑星：士郎正宗
- 12月号 - ：幻想英雄伝：青木邦夫
- 12月号 - ：どうぶつ機動隊!：そうま竜也
- 12月号 - ：蓬萊学園の疾走!：米村孝一郎
- 12月号 - 1994年12月号：湯けむり人魚姫：ちばこなみ
- 12月号 - 1994年6月号：やってRUNAWAY：原案協力:出渕裕/作画:小野敏洋

### 1993年 -
- 2月号 - 1995年1月号：Ringlet：むらかわみちお
  - Ringlet - マンガ図書館Z（外部リンク）
- 2月号 - ：機神書紀：いづなよしつね
- 2月号 - 1994年10月号：オペラ屋ディンデンドン：くら☆りっさ
- 4月号 - 1999年6月号：サイレントメビウス：麻宮騎亜　※月刊コミックコンプより移籍。
- 6月号 - ：69 STORMTROOPERS OF DEATH：士貴智志
- 6月号 - ：レインボーゴシップ：桐嶋たける
- 12月号 - 1994年10月号：ゆめいろの翼：神塚ときお
  - ゆめいろの翼 - マンガ図書館Z（外部リンク）
- 12月号 - 2000年7月号：天地無用! 魎皇鬼：奥田ひとし
- 12月号 - 1994年9月号：土星のプリンセス：渡辺電機(株)
- 12月号 - ：オルフィーナ：天王寺きつね
- 12月号 - 1995年10月号：魔童タイガ：井荻寿一
  - 魔童タイガ - マンガ図書館Z（外部リンク）

### 1994年 -
- 1月号 - ：ベル☆スタア強盗団：伊藤明弘　※アクションhipより移籍。
- 1月号 - 1997年12月号：伝説の勇者デルホ・イホイ：小本田絵舞
- 3月号 - 1999年8月号：無酸素脳ファミリー：美夜川はじめ
- 4月号 - 8月号：プラネットブルート：都築和彦
- 4月号 - 6月号：お祓いします：矢野たくみ
- 5月号 - 1995年6月号：セーラーボーイ：たまきあろ
- 6月号 - 1997年4月号：クロスポイント：藤宮幸弘
- 7月号 - ：LUNAR〜幼年期の終り〜：原作：重馬敬/作画：船戸明里
- 8月号 - 1995年1月号：戦ー少女イクセリオン：原作：平野俊弘/作画：本多将
- 11月号 - 1995年7月号：レモンちゃんSaGa：紗夢猫

### 1995年 -
- 1月号 - 6月号：武装少年セプター：琴義弓介
- 1月号 - 11月号：ソードワールドユニコーンの乙女：原作：水野良/作画：青木邦夫
- 2月号 - 1996年3月号：タイムダイバー ゴーバイザー：原作：柿沼秀樹/菊池通隆／作画：阿部しのぶ
- 3月号 - 1997年6月号：風駆 少女組!：神塚ときお
  - 風駆少女組! - マンガ図書館Z（外部リンク）
- 4月号 - ：超爆魔道伝 スレイヤーズ：原作：神坂一/作画：義仲翔子
- 6月号 - 1997年10月号：ブラックダイヤモンド：みずの剣士
- 8月号 - 1999年3月号：マスターチルドレン：伊藤洋行
  - マスターチルドレン - マンガ図書館Z（外部リンク）
- 9月号 - 1996年3月号：夢からさめたら…：品川KID
- 10月号 - 1999年12月号：超世奇譚 MAZE☆爆熱時空：原作：あかほりさとる/作画：臣士れい
- 10月号 - 1998年5月号：SHADOWRUN：斉木一馬
- 11月号 - 1997年7月号：続 ベル☆スタア強盗団：伊藤明弘
- 11月号 - 1999年9月号：それゆけ!宇宙戦艦ヤマモト・ヨーコ：原作：庄司卓/作画：角井陽一
- 12月号 - 2000年7月号：FARCE! -明智博士冒険記-：紗夢猫

### 1996年 -
- 10月号 - ：セイバーマリオネットJ：原作：あかほりさとる/作画：琴義弓介
- 11月号 - ：魔法少女プリティサミー：牧野靖弘
- 12月号 - ：朧 O・BO・RO：岡田芽武

### 1997年 -
- 1月号 - 1998年2月号：ネオブラッド：阿部しのぶ
- 2月号 - 1998年11月号：ARINA 〜ありな〜：河本ひろし
  - ありな - マンガ図書館Z（外部リンク）
- 9月号 - ：FARCEちゃん!：紗夢猫
- 10月号 - ドラゴンロアーズ：伊藤勢
- 10月号 - 12月号：タイムレンジャーセザールボーイの冒険：菜貝智広

### 1998年 -
- 4月号 - 5月号：まほうはねてまて：てんま乱丸
- 4月号 - ：家出王国：佐藤明機
- 6月号 - 2001年12月号：モンスターコレクション 魔獣使いの少女：伊藤勢
- 6月号 - 2001年10月号：リバーブ：美樹本晴彦
- 6月号 - 11月号：コズミック・マーズ：みよね椎
- 7月号 - 10月号：東京爆発娘：伊藤伸平
- 10月号 - 11月号：静かな生活〜サイレントモーター〜：目黒浩
- 12月号 - 1999年5月号：火魅子伝〜恋解〜：大暮維人
- 12月号 - ：リアルバウトハイスクール：いのうえ空
- 12月号 - 1999年5月号：SHOOK UP!：広江礼威

### 1999年 -
- 1月号 - 2001年12月号：陰陽探偵少女遊RANTO☆魔承録：原作：あかほりさとる/作画：奥田ひとし
- 1月号 - ：クロノクルセイド：森山大輔
- 1月号 - 8月号：獅子王メタルハート：田沼雄一郎
- 7月号 - 2000年1月号：DTエイトロン：原作：伊波正文/作画：ひのきいでろう
- 9月号 - ：PHANTOM WIZARD：大森葵
- 10月号 - ：クオーターゼロ：伊藤洋行
- 10月号 - ：XYZ〜仮想空間のパンドラ〜：花屋敷ぼたん
- 10月号 - 2000年3月号：ハグアル〜翼持つ王〜：倉上淳士
- 12月号 - ：CAT'S WORLD：OKAMA

### 2000年 -
- 2月号 - ：フルメタル・パニック!：原作：賀東招二/作画：館尾冽
- 4月号 - 2001年10月号：たべごろSweetぱ〜ら〜：原作：寺田とものり/作画：C-SHOW
- 4月号 - 10月号：ブルージェンダー：原作：AIC/作画：加崎善彦
- 5月号 - 2001年4月号：ペネトレイター：角井陽一
- 5月号 - ：タカハシ君優柔不断：新井理恵
- 5月号 - ：御手洗大学実践ミステリ倶楽部：原作:舞阪洸/作画:石田走
- 8月号 - 2002年11月号：テスタロト：三部敬
- 8月号 - 2001年6月号：ACCEL!〜東京ベクター〜：松原あきら

### 2001年 -
- 1月号 - ：ヴェドゴニア：原作：虚淵玄（ニトロプラス）/作画：坂田徹也
- 1月号 - ：Sci-Fi HARRY The comic：原作：飯田譲治/作画：阿部忍
- 2月号 - ：大正小町事件帖 櫻の一番!：影崎由那
- 2月号 - 5月号珠玉あとらす：みよね椎
- 3月号 - 10月号：いきなりD・F（）：新山たかし
- 5月号 - ：やえかのカルテ：武田日向
- 5月号 - 2002年5月号：みかんとさくら：紗夢猫
- 11月号 - 2003年4月号六門秘伝モンスター・コレクション〜忘泉の探究者〜：小河原亮
- 11月号 - 2002年9月号：クロッシング25；：竹村雪秀
- 11月号 - ハルとマホウの国：タカムラマサヤ
- 12月号 - 2002年11月号：エンブレムノート：鳴瀬ひろふみ
- 12月号 - 2002年7月号：こすぷれCOMPLEX：ワンダーファーム&酒月ほまれ
- 12月号 - 2002年6月号：りとぷら：かき氷屋ほっそー

### 2002年 -
- 1月号 - 2003年4月号：ねこみらの：ふるの無成
- 3月号 - 逢魔にドキドキ!：伊東岳彦
- 3月号 - 8月号：メイジナイトプレイコミック：公弥杏捺
- 3月号 - 11月号：真・女神転生〜EDEN〜：原作：吉村夜/作画：天辰睦紀
- 3月号 - 2003年4月号：SOUL GADGET：大森葵
- 4月号 - 2003年4月号：装甲強化娘。ぱあぎゃる：角井陽一
- 5月号 - ：スクラップド・プリンセス 逃亡者達の協奏曲：原作：榊一郎/作画：矢吹豪
- 5月号 - ：俺フェチ：桑原ひひひ
- 5月号 - 2003年4月号：羅睺伝：伊藤勢
- 6月号 - 9月号：天地無用! GXP：原案：梶島正樹/作画：ふるの無成
- 6月号 - 2003年2月号：魔法遣いに大切なこと - Someday's dreamers：よしづきくみち
- 10月号 - ：黒蘭～反逆の黒髪～：近藤るるる
- 10月号 - 2003年3月号：Palette!：奥田ひとし
- 10月号 - 2003年4月号：機甲兵団 J-PHOENIX L'HISTOIRE DE PAPILLON：原作：タカラ/作画：女屋マサカズ
- 11月号 - ：すぱすぱ：三宅大志
- 11月号 - 2003年4月号：MISSING PARTS：原案：フォグ/作画：REN

## アニメ化
| 作品                 | 放送年 | アニメーション制作                 | 備考                   |
| -------------------- | ------ | ---------------------------------- | ---------------------- |
| はいぱーぽりす       | 1997年 | スタジオぴえろ                     | 放送中に同社他誌へ移籍 |
| サイレントメビウス   | 1998年 | ラディクスエースエンタテインメント |                        |
| 魔法遣いに大切なこと | 2003年 | ヴューワークス、J.C.STAFF          |                        |

雑誌統合後の作品も含めると『クロノクルセイド』もアニメ化されている。